# Country Blues (John P. Hammond)
Country Blues è il quarto album di John P. Hammond, pubblicato dalla Vanguard Records nel 1965.

## Tracce
Lato A
1. Traveling Riverside Blues – 3:21 (Robert Johnson)
2. Hitchhiking Woman – 4:41 (B.K. Turner)
3. Statesborough Blues – 3:38 (Blind Willie McTell)
4. Milk Cow's Calf Blues – 2:42 (Robert Johnson)
5. Crawling Kingsnake – 2:37 (John Lee Hooker)
6. Bull Frog Blues – 2:30 (Willie Harris)

Durata totale: 19:29
Lato B
1. Drop Down Mama – 2:42 (Sleepy John Estes)
2. Little Rain Falling – 3:50 (Jimmy Reed)
3. Seventh Son – 2:27 (Willie Dixon)
4. Who Do You Love – 2:29 (Ellas McDaniel)
5. 32-20 Blues – 3:03 (Robert Johnson)
6. Going Down Slow – 4:03 (Jimmy Oden (pseudonimo St. Louis Jimmy))

Durata totale: 18:34
Edizione CD pubblicato dalla Vanguard Records (VMD-79198)
1. Traveling Riverside Blues – 3:19 (Robert Johnson)
2. Hitchhiking Woman – 4:40 (B.K. Turner)
3. Statesborough Blues – 3:38 (Blind Willie Mc Tell)
4. Milk Cow's Calf Blues – 2:42 (Robert Johnson)
5. Crawling Kingsnake – 2:38 (John Lee Hooker)
6. Bull Frog Blues – 2:27 (Willie Harris)
7. Drop Down Mama – 2:42 (Sleepy John Estes)
8. Little Rain Falling – 3:50 (Jimmy Reed)
9. Seventh Son – 2:28 (Willie Dixon)
10. Who Do You Love – 2:31 (Ellas McDaniel)
11. 32-20 Blues – 3:03 (Robert Johnson)
12. Goin' Down Slow – 4:03 (Jimmy Oden)
13. Stones in My Passway – 3:08 (Robert Johnson, pubblico dominio) – Bonus Track
14. Walking Blues – 2:53 (Robert Johnson, pubblico dominio) – Bonus Track
15. Death Don't Have No Mercy – 3:15 (Tradizionale, pubblico dominio) – Bonus Track
16. Motherless Willie Johnson – 2:17 (Blind Willie Johnson) – Bonus Track
17. When You Are Gone – 2:30 (Tradizionale, pubblico dominio) – Bonus Track
18. Rock Me Mama – 2:24 (Tradizionale, pubblico dominio) – Bonus Track
19. Get Right Church – 1:52 (Tradizionale, pubblico dominio) – Bonus track

Durata totale: 56:20

## Formazione
- John P. Hammond - chitarra, armonica, voce